# Саджур (річка)
Саджур (араб. نهر الساجور) — річка довжиною 108 км, яка бере початок в Туреччині і впадає в річку Євфрат у Сирії. Це найменша з трьох приток Євфрату в Сирії, і єдина її права притока.

## Витік і гирло
Витоком річки Санджур є злиття двох невеликих річок на південь від міста Газіантеп. З 108 км ця річка 60 км протікає по території Туреччини і 48 кілометрів Сирії. Річка впадає у Тішрінське водосховище на Євфраті. Середня витрата води складає 4,1 м³/с.
Як Туреччина, так і Сирія використовують воду з річки для іригаційних цілей. Туреччиною побудована дамба Каяджик на одній з двох річок, що утворюють Саджур.